# Parasyrphus genualis
Parasyrphus genualis är en tvåvingeart som först beskrevs av Samuel Wendell Williston  1887.  Parasyrphus genualis ingår i släktet buskblomflugor, och familjen blomflugor. Inga underarter finns listade i Catalogue of Life.